# Live A Little, Love A Little
Live A Little, Love A Little er en amerikansk film fra 1968. Filmen, hvis hovedrolle blev spillet af Elvis Presley, blev produceret af Douglas Laurence på MGM og havde Norman Taurog som instruktør i det, der blev hans sidste film.
Filmen blev indspillet fra den 13. marts til den 8. maj 1968 og havde premiere den 23. oktober 1968. Den havde dansk premiere den 20. oktober 1969.
Live A Little, Love A Little var den 28. i rækken af film med Elvis Presley. Filmen, hvis manuskript blev skrevet af Michael A. Hoey og Dan Greenburg på basis af Greenburgs roman "Kiss My Firm But Pliant Lips", handler om en fotograf, der efterstræbes af den noget besynderlige Bernice og hendes hund. Undervejs spiller hun sin ekskæreste og fotografen ud mod hinanden, men filmen ender dog med, at fotografen og den kønne – men besynderlige – kvinde vælger hinanden.
Live A Little, Love A Little blev optaget i bl.a. Malibu i Californien, Marineland i Florida samt i Hollywood. 
Den danske titel på Live A Little, Love A Little var Elvis lever livet.

## Musik
Filmens 4 sange blev indspillet den 7. marts 1968 hos Western Recorders Inc. i Los Angeles. Som ved Elvis' forrige film, Stay Away, Joe, valgte RCA at undlade at udsende et samlet soundtrack fra filmen. I stedet blev "A Little Less Conversation" og "Almost In Love" i september 1968 udsendt som single, uden dog tilnærmelsesvis at nå toppen af hitlisterne. Næste måned blev "Edge Of Reality" anvendt som B-side til "If I Can Dream" (W. Earl Brown). Filmens åbningssang (der var ingen titelmelodi) "Wonderful World" blev udgivet på LP'en Singer Presents Elvis Singing Flaming Star And Others, der kom i november 1968.
"A Little Less Conversation" blev i 2001 anvendt i filmen Ocean's Eleven og året efter opnåede den stor succes i en remixet udgave, hvor den hollandske DJ Tom Holkenborg, under kunstnernavnet Junkie XL, lavede en bearbejdet version til en reklame for "Nike". Denne blev så godt modtaget, at man valgte at udsende den som single den 10. juni 2002, hvor den strøg lige til top på alverdens hitlister.
De fire sange i Live A Little, Love A Little var:
- "Wonderful World" (Doug Flett, Guy Fletcher)
- "Edge Of Reality" (Bernie Baum, Bill Giant, Florence Kaye)
- "A Little Less Conversation" (Billy Strange, Mac Davis)
- "Almost In Love" (Luiz Bonfá, Randy Starr)

## Andet
I rollen som Bernice ses Michele Carey, der bl.a. huskes for en birolle i John Waynes film El Dorado fra 1966.
"Albert", den store Grand Danois, som er med i filmen, blev spillet af Elvis Presleys egen hund "Brutus".
Uvist af hvilken grund har Live a Little, Love a Little aldrig haft premiere i England, men udkom dog på DVD i 2007.